# Екологія Кременчука
Місто Кременчук з його промисловістю представленою підприємствами машинобудування, нафтохімії, енергетики, будівельної індустрії, легкої та харчової промисловості та ін., є джерелом забруднення довкілля Кременчуцького регіону. Будучи центром урбанізації регіону, місто проявляє значний вплив на довкілля за рахунок викидів забруднюючих речовин — на атмосферне повітря, скидів неочищених дощових вод у поверхневі води, та втрат з комунікацій та інфільтрації забруднень крізь зону аерації — на підземні води, накопичення побутових та промислових відходів — на склад ґрунтів.
Питома вага підприємств — забруднювачів міста у загальній кількості таких підприємств області становить 14,3 відсотка (у 2002 році цей показник становив 13,8%). При цьому, із усіх джерел викидів області — 29,1% належить підприємствам м. Кременчука. З метою запобігання негативного впливу техногенного навантаження на довкілля і здоров'я жителів міста, відділом екології міськвиконкому розроблена «Програма охорони довкілля в місті Кременчуці на період до 2008 року», яка затверджена рішенням сесії міської ради скликання від 25 березня 2004 року.
Програма розроблена відповідно до вимог Законів України «Про місцеве самоврядування в Україні», «Про охорону навколишнього природного середовища», «Про охорону атмосферного повітря», «Про відходи», «Про природно-заповідний фонд України» і визначає організаційні і економічні заходи в сфері охорони довкілля в м. Кременчуці. Сфери діяльності даної програми — атмосферне повітря, водні і земельні ресурси, природно-заповідний фонд, поводження з відходами. Крім того, підприємствами міста розробляються щорічні плани природоохоронних заходів, які погоджуються з органами місцевого самоврядування та органами.

## Атмосфера
Із галузей промисловості в місті найбільше забруднюють атмосферне повітря нафтопереробна, енергетична, машинобудівна промисловість та автотранспорт.
У 2002 році 117 підприємств міста мали викиди забруднюючих речовин в атмосферу. Їх кількість у порівнянні з попереднім роком збільшилася на 13 одиниць.
На обліку у відділенні комунальної гігієни знаходяться понад 100 підприємств, які здійснюють викиди шкідливих речовин в атмосферне повітря. Близько 95% викидів підприємств припадає на 9 з них: Кременчуцький нафтопереробний завод, ВАТ «Кременчуцький завод технічного вуглецю», Кременчуцька ТЕЦ, ВАТ «Кременчуцький колісний завод», ХК «АвтоКрАЗ», ВАТ «Сталеливарний завод», концерн «Крюківський вагонобудівний завод», ВАТ «Кредмаш».
Валовий обсяг викидів забруднюючих речовин по Кременчуку в атмосферне повітря є найбільшим серед населених пунктів Полтавської області (таблиця 1). Зокрема, в 2002 році викиди забруднюючих речовин від стаціонарних джерел по області становили 71,8 тис. тонн, по місту Кременчуку склали 35,603 тис. тонн, що становить 49,6% загально обласних.
| Обсяги викидів забруднюючих речовин стаціонарними джерелами забруднення в атмосферне повітря (тис.т) |        |        |        |        |        |        |        |
| Роки                                                                                                 | 1996   | 1997   | 1998   | 1999   | 2000   | 2001   | 2002   |
| По області                                                                                           | 97,3   | 84,2   | 86,2   | 73,5   | 60,4   | 64,9   | 71,8   |
| м. Кременчук                                                                                         | 48,750 | 37,697 | 45,864 | 36,526 | 24,749 | 27,955 | 35,603 |
| відсотки (%)                                                                                         | 50,1   | 44,8   | 53,2   | 49,7   | 41,0   | 43,1   | 49,6   |

За останні три роки збільшилися шкідливі викиди в атмосферне повітря за рахунок зростання обсягів виробництва на підприємствах міста, що суттєво помітно (таблиця 2). Внаслідок цього на 29,0% збільшилась щільність викидів забруднюючих речовин у розрахунку на квадратний кілометр території міста і становить 373,3 тонни.
| Обсяги викидів забруднюючих речовин в атмосферне повітря підприємствами міста Кременчука (тонн) |         |         |         |         |         |         |         |
| Роки                                                                                            | 1996    | 1997    | 1998    | 1999    | 2000    | 2001    | 2002    |
| Всього (т/рік):                                                                                 | 48750,0 | 37697,9 | 45864,4 | 36526,0 | 24749,0 | 27955,2 | 35603,0 |

## Динаміка викидів по м. Кременчуку
Збільшилися обсяги викидів шкідливих речовин на одного жителя міста. З 119,2 кг у 2001 році вони зросли до 153,7 кг у 2002 р. (на 29,0%).
Найбільше в атмосферне повітря міста виділяються такі забруднюючі речовини, як оксид вуглецю, вуглеводні, оксиди азоту, сірчаний ангідрид, леткі органічні сполуки та інші.
Практично щомісяця мають місце перевищення Гранично Допустимих Концентрацій (надалі ГДК) по ароматичним вуглеводням, в меншій мірі окису вуглецю та диоксиду азоту.
Оцінка стану атмосферного повітря проводиться цілодобово на стаціонарних постах спостереження у місті Кременчуці (4 пости). Спостереження ведеться за концентраціями основних, характерних для підприємств міста забруднюючих речовин. У 2003 році в атмосферному повітрі міста спостерігався підвищений середній вміст пилу (1,3 ГДК), бензолу (1,4 ГДК), формальдегіду (1,7 ГДК) та бенз(а)пірену (1,3 ГДК). Значна частина забруднення атмосферного повітря припадає на автомобільний транспорт (30-40%). Зростання кількості автомобільного транспорту в місті, переважно за рахунок іномарок, які вже певний час експлуатувались за кордоном, призвело до збільшення викидів в атмосферне повітря пересувними джерелами. По обсягам викидів від автотранспорту Кременчук посідає друге місце в області, пропустивши у перед лише Полтаву.
| Викиди шкідливих речовин в атмосферне повітря від автотранспорту (тис.т) |       |       |      |      |      |
| Роки                                                                     | 1990  | 1995  | 2000 | 2001 | 2002 |
| По області                                                               | 279,8 | 107,4 | 91,5 | 82,3 | 60,4 |
| Кременчук                                                                | 29.6  | 10,7  | 17,1 | 16,6 | 14,7 |
| Полтава (%)                                                              | 62,4  | 22,3  | 25,4 | 25,4 | 23,8 |

Слід зауважити, що у таблиці враховані викиди лише від транспорту, який «приписаний» в місті. Якщо врахувати транзитний транспорт, а його проходить через місто багато, так як Кременчук має дуже вдале географічне положення і через його територію пов'язані ліво- та правобережна Україна, то викиди будуть становити значно вищий відсоток.

## Водні ресурси
Поверхневі водні об'єкти міста представлені Кременчуцьким водосховищем, річками Сухий Кагамлик, Крива Руда та мережею дренажних каналів. Підземні води залягають у четвертичних водоносних горизонтах (QIV).
Починаючи з 2000 року, місто має проблеми з якістю питної води. Водоочисні споруди КП «Кременчукводоканал» побудовані і розраховані на воду, що повинна подаватися з водосховища I класу. А через забруднення води у Дніпрі, вхідна вода у літній період часу відповідає лише III класу якості.
За даними спостережень стан забруднення поверхневих водних об'єктів оцінюється як помірний для Кременчуцького водосховища (сезонне перевищення ГДК по 2-3 компонентах), за виключенням літнього періоду з несприятливими метеорологічними умовами, та значний для всіх малих річок міста. В забруднення останніх основний внесок роблять скиди неочищених дощових вод з території міста. Також значну роль відіграє відсутність процесів самоочищення з причини порушення природного гідрологічного режиму.
Випуски господарсько-побутових та промислово-зливових стічних вод у відкриті водойми мають наступні підприємства: кар'єроуправління «Кварц», Мало-Кохнівський гранкар'єр, Чикалівський гранкар'єр, ВАТ « Крюківський вагонзавод», КП «Кременчукводоканал», Кременчуцька ТЕЦ ВАТ «Полтаваобленерго», Виробниче управління водопровідно-каналізаційним господарством м. Світловодска. Мало-Кохнівський гранкар'єр за останні роки господарську діяльність не проводив. Скид стічних вод здійснюється через локальні очисні споруди. Загальний скид стічних вод по місту знаходиться в межах 42-47 млн м³. на рік.
| Обсяги скидів стічних вод в водойми підприємствами м. Кременчук |         |         |         |         |         |         |         |
| Роки                                                            | 1996    | 1997    | 1998    | 1999    | 2000    | 2001    | 2002    |
| всього (тис.м³)                                                 | 43754,6 | 46682,5 | 45581,8 | 44458,5 | 42503,9 | 42814,3 | 44217,0 |

## Динаміка скидів по Кременчуку
Очисні споруди господарсько-побутових стічних вод КП «Кременчукводоканал» працюють з перевантаженням. Так, на правобережні очисні споруди при потужності 14,7 тис.куб.м на добу фактично надходить 19-20 тис.куб.м. При потужності лівобережних очисних споруд 75 тис.куб.м на до добу; фактично надходить близько 100 тис.куб.м.
З приводу вирішення цього питання були виділенні кошти в розмірі 1 млн. 985 тис.грн. Ці кошти були направлені на реконструкцію блоку реагентного господарства ВОС, та розпочато роботи по відновленню резервного джерела водопостачання — Північної прорізі. Окрім цього проектом передбачено обладнання водозабірного ковша в Північній прорізі з очисткою його від донних відкладень та будівництво аераційних установок в районі цього водозабору.
КП «Кременчукводоканал» розробив заходи по впровадженню додаткових методів очистки питної води на водоочисних спорудах (надалі ВОС), а також будівництво комплексу ВОС потужністю 25 тис. м³./добу на базі Демурівського водозабору технічної води
З метою покращення водовідведення рішенням восьмої сесії Кременчуцької міської ради четвертого скликання від 26.12.2002 року затверджена програма «Стік» розвитку каналізаційного господарства міста на 2003 р. і на період до 2010 року. В програму включено для вирішення основні питання екологічної і епідемічної безпеки міста, на основі чого розроблені першочергові заходи по надійності роботи каналізаційного господарства м. Кременчука на 2003—2005 роки. Програма в повному обсязі не виконується через відсутність фінансування. Лабораторні дослідження свідчать про перевищення Гранично Допустимих Скидів (надалі ГДС) забруднюючих речовин в стічних водах після правобережних очисних споруд по завислим речовинам до 2 раз, азоту амонійному до 1,5 рази, сульфатам до 2 разів, ХСК (хімічне споживання кисню) до 2 разів.
Технічний стан системи водовідведення міста характеризується високим зносом основних фондів. Резерви пропускної спроможності каналізаційних мереж практично вичерпані, 30% мереж замартизовано. Основним фактором аварійності на мережах є повний їх фізичний знос. Таких мереж 45% від загальної довжини. Відсутній резерв по напірним колекторах від головних каналізаційних насосних станцій перекачки стоків (СП-1, 7, 17, 16, 18 і 19). Насосне обладнання каналізаційних насосних станцій фізично і морально застаріло і не відповідає сучасним вимогам по надійності його роботи.
Не вирішені питання очищення зливових вод з території міста. В місті нараховується 40 випусків. Результати лабораторних досліджень свідчать про перевищення ГДК рибогосподарських водойм по аміаку до 13 раз, залізу до 28 раз, фосфатам до 5,3 раз, БСКП (біохімічне споживання кисню) до 5 раз, нітратам до 6 раз, нафтопродуктам до 15 раз. Розробляються нормативи ГДС. Розпочато будівництво споруд по припиненню неочищених зливових вод з центральної частини міста в Кременчуцьке водосховище. Але фінансування незначне, так як проводиться за рахунок лише місцевих (обласного і міського) фондів охорони довкілля, що ставить під сумнів реалізацію даного проекту без централізованого фінансування державою.
Забруднення підземних вод спостерігається практично по всьому місту, найбільші джерела забруднення — проммайданчики підприємств та міське звалище. Контроль за станом забруднення підземних вод ведеться підприємствами АТ «Укртатнафта», Кременчуцька ТЕЦ ВАТ «Полтавообленерго», ВАТ «Кременчуцький сталеливарний завод», АТ «Крюківський вагонобудівний завод» та КП «Кременчукводоканал», КАТП-1628, а також МіськСЕС по окремим свердловинам на території міста. Для контролю за станом забруднення необхідна організація системи моніторингу, яка дозволить своєчасно його виявляти та попереджати.
Все вище викладене призводить до того, що води поверхневих джерел стали настільки забрудненими, що, по суті, є слабо концентрованими стічними водами, що створює екологічну напруженість у місті. Проблема покращення якості питної води зараз є першочерговою для Кременчука.

## Поводження з відходами
Відходи — один з найвагоміших факторів забруднення довкілля і негативного впливу фактично на всі його компоненти.
Одним із засобів щодо запобігання токсичному забрудненню довкілля є організація місць для зберігання, складування, утилізації, видалення та захоронення токсичних відходів. Особливо важливого значення набуває вирішення цього питання тому, що з року в рік спостерігається тенденція до збільшення накопичень відходів у сховищах організованого складування та на територіях підприємств нашого міста. Найбільша кількість відходів у Полтавській області утворена в м. Кременчуці.
Наявність промислових токсичних відходів у сховищах організованого складування (поховання) у 2002 році (на кінець року, т)
| Наявність промислових токсичних відходів у сховищах організованого складування (поховання) у 2002 році (на кінець року, т) |           |                                   |                                   |                                   |
| | Всього    | У тому числі за класами небезпеки | У тому числі за класами небезпеки | У тому числі за класами небезпеки |
| |           | I                                 | II                                | III                               |
| По області | 5289850,7 | 591,0                             | 719,0                             | 13644,4                           |
| м. Кременчук | 5167113,9 | 7,5                               | 18,7                              | 13089,2                           |

Протягом 2003 року наявність відходів в сховищах та на території підприємств збільшилась на 299966,371 тонни і становить 5596748,971 тонн. Протягом 2002 року на підприємствах міста утворилось 153496,231 тонн відходів. В той же час спостерігається збільшення накопичень високотоксичних відходів — I та II класів небезпеки. Наявність відходів III класу небезпеки протягом 2003 року збільшилася на 3350,688 тонни.
Невеликий відсоток з них застосовується як вторинні матеріальні ресурси (вторсировина), решта надходить до шламонакопичувачів, звалищ, полігонів та інших спеціально відведених місць чи об'єктів. Проти попереднього року значно збільшилось використання та знешкодження відходів. Так, для потреб виробництва використано 1315,453 тонни (0,9% від загальної кількості утворених відходів) та 1129,686 тонни (0,7%) знешкоджено.
Загальні витрати підприємств міста на знищення та складування відходів у сховищах організованого складування за звітний період склали 385,2 тис.грн. Проти минулого року ця сума збільшилась на 72,7 відсотків.
Побутові відходи — основний вид відходів — утворюються в житлово-комунальній сфері міста, дрібними виробниками, а також в промисловості та інших сферах економіки міста.
Промислові і будівельні відходи на міське звалище вивозяться із дозволу управління екології та природних ресурсів в Полтавській області і за погодженням міської СЕС. Не приймаються відходи 1, 2 та частково 3 класу небезпеки і рідкі. Розвантажені відходи на звалищі бульдозерами розміщуються на картах, ущільнюються, захороняються і ізолюються відходами формовочних матеріалів ливарного виробництва і глиною.
Загальна кількість накопичених промислових відходів поступово заростає. Становище у сфері поводження з небезпечними відходами на сьогодні в місті залишається дуже складним та вимагає істотного поліпшення.
Міське звалище площею 28 га негативно впливає на стан підземних вод прилеглої території і в разі неприйняття термінових заходів, використання забруднених підземних вод може визвати ряд важких захворювань серед населення яке споживає воду з власних трубчатих колодязів.

## Витрати на охорону довкілля
|   | Місцевість        | Витрати, тис грн. |
| - | ----------------- | ----------------- |
| 1 | Кременчук         | 353407,5          |
| 2 | Комсомольск       | 104420,4          |
| 3 | Полтава           | 56265,1           |
| 4 | Лохвицький район  | 5973,5            |
| 5 | Лубни             | 4924,3            |
| 6 | Всього по області | 552100,9          |

## Плани на майбутнє
Аналіз сучасного стану довкілля міста свідчить про необхідність невідкладного прийняття комплексу дійових рішень та заходів. Система водопостачання та водовідведення міста потребує суттєвої реконструкції. Очисні споруди працюють із значним перевантаженням. Лабораторні дослідження свідчать про перевищення граничнодопустимих скидів (ГДС) забруднюючих речовин у стічних водах. Необхідне ряд першочергових заходів, для покращення цієї ситуації.
Необхідно, щоби підприємства міста планово проводили заходи щодо запобігання збільшенню шкідливих викидів в атмосферне повітря регіону.
Вимоги щодо поводження з відходами до підприємств, які їх утворюють, постійно зростають. Тому експлуатація об'єктів видалення промислових відходів пов'язана з виникненням потенційно небезпечних наслідків для довкілля, що проявляється у різних ступенях в залежності від природних та техногенних факторів. Виникає необхідність у формуванні мережі приватних та комунальних підприємств з утилізації, збору, переробки та видалення як побутових, так і промислових відходів.
Покращення екологічного стану міста Кременчука необхідно здійснювати поступово, поетапно — умовно у три етапи.
- Перший етап дозволить стабілізувати забруднення довкілля і негативні наслідки, довести стан забруднення до нормативного. Це має бути вирішено безпосередньо на джерелах забруднення шляхом встановлення, реконструкції очисних споруд, удосконаленням технологічних процесів.

- Другий етап дозволить домогтися покращення екологічного стану у місті за рахунок ліквідації наслідків забруднення. Внаслідок недостатньо уваги, відсутності фінансових можливостей, по вирішенню питання розширення галузі, створення потужностей по переробці відходів виникає загроза росту території міського звалища, що може спричинити тяжкі екологічні наслідки (негативний вплив на стан підземних вод, збільшення захворювань серед населення). Одним із заходів вирішення даної проблеми є залучення потенційних інвесторів до створення потужностей по переробці відходів та побутового сміття, так як дане питання є потенційно привабливим.

- а третьому етапі, після виконання перших, можливо визначити пріоритетні напрямки на наступний період. Для досягнення цієї мети в місті розроблена Програма охорони довкілля на період до 2008 року. Загалом реалізація даної Програми дозволить:

— створити умови для зниження техногенного впливу на довкілля і жителів міста;
— визначити заходи, направлені на покращення стану довкілля міста;
— створити інформаційну систему для прийняття управлінських рішень.